# Czatkowice (gromada)
Czatkowice – dawna gromada, czyli najmniejsza jednostka podziału terytorialnego Polskiej Rzeczypospolitej Ludowej w latach 1954–1972.
Gromady, z gromadzkimi radami narodowymi (GRN) jako organami władzy najniższego stopnia na wsi, funkcjonowały od reformy reorganizującej administrację wiejską przeprowadzonej jesienią 1954 do momentu ich zniesienia z dniem 1 stycznia 1973, tym samym wypierając organizację gminną w latach 1954–1972.
Gromadę Czatkowice  z siedzibą GRN w Czatkowicach utworzono – jako jedną z 8759 gromad na obszarze Polski – w powiecie milickim w woj. wrocławskim, na mocy uchwały nr 22/54 WRN we Wrocławiu z dnia 2 października 1954. W skład jednostki weszły obszary dotychczasowych gromad Czatkowice, Grabownica, Kotlarka i Niesułowice ze zniesionej gminy Milicz oraz Młodzianów i Henrykowice (bez obszaru lasów Nadleśnictwa Podarz, oddziały nr 151–166, 168–174 i 176–180) ze zniesionej gminy Gądkowice w tymże powiecie. Dla gromady ustalono 12 członków gromadzkiej rady narodowej.
31 grudnia 1961 gromadę zniesiono, a jej obszar włączono do gromad: Sławoszowice (wsie Czatkowice, Grabownica i Niesułowice), Gądkowice (wsie Młodzianów i Henrykowice) i Kuźnica Czeszycka (wieś Kotlarka) w tymże powiecie.